# Бегеулов, Ахмат Исламович

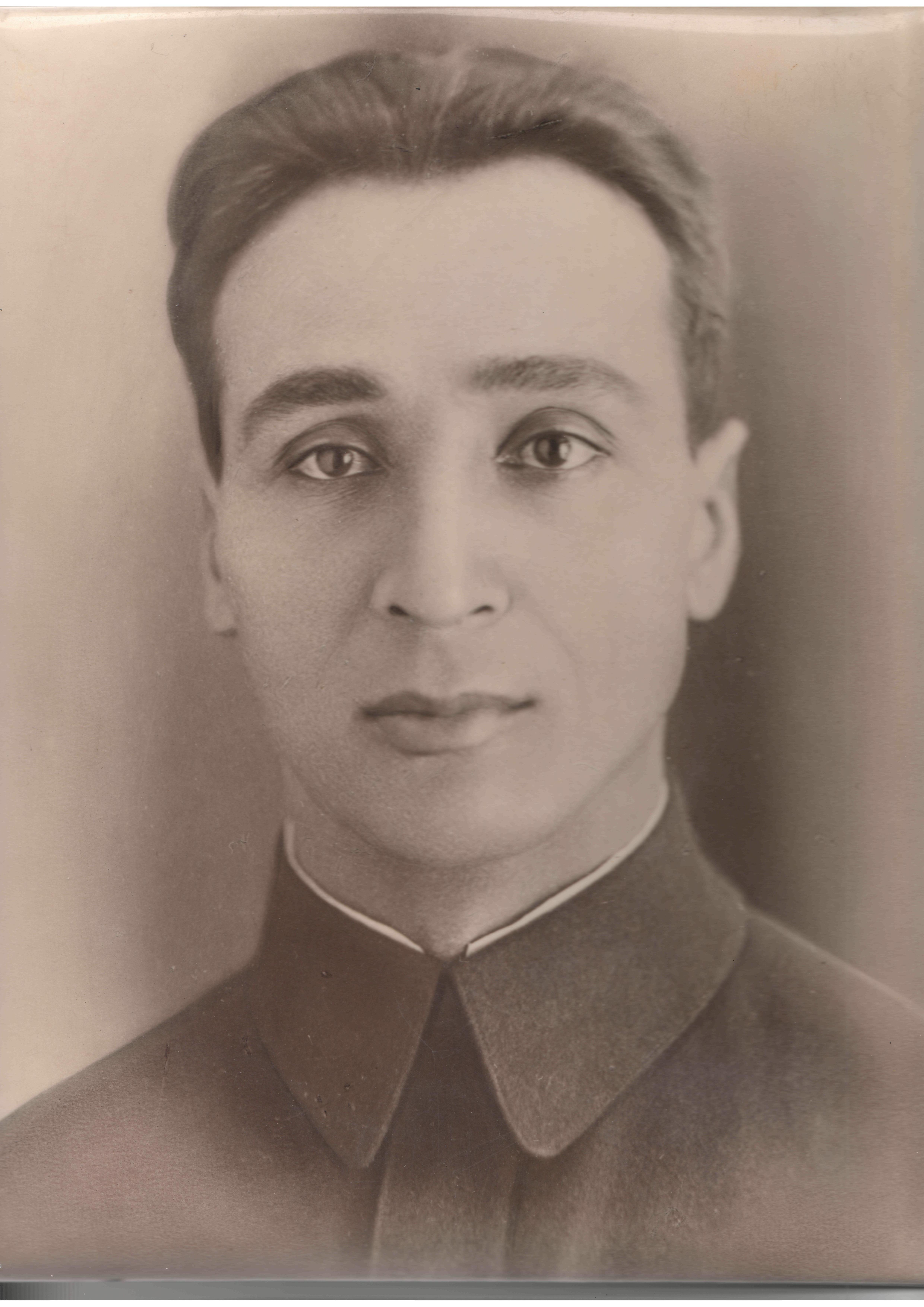

Ахмат Исламович Бегеулов (Бегеуллени Ахмат Исламны джашы) (1904—1947) — общественный, государственный деятель Карачаевской автономной области, главный редактор журнала «Революция и горец» (1928—1933 гг.).

## Биография

### Ранние годы
Родился в карачаевском ауле Хурзук. В предреволюционные годы обучался в Кисловодской гимназии. В 1920 г. начал работать в советских органах власти Карачая. В 1921 г. получил направление для учебы в Коммунистическом университете трудящихся Востока (КУТВ) в г. Москва. В период обучения он активно участвовал в работе комсомольской ячейки КУТВа, был одним из руководителей северокавказского землячества Москвы. В 1923 г. подал заявление на вступление в ряды ВКП(б).

### Период становления
Окончив КУТВ, в 1925 году, вернулся в Карачаево-Черкесскую автономную область, где был назначен преподавателем облсовпартшколы, а также на должность завагитпропом областного бюро ВКП(б), курируя вопросы организации учебы в вузах и ссузах СССР уроженцев автономии. Затем, после распада КЧАО работал заведующим орготделом Карачаевского оргбюро ВКП(б). В 1927 г. переехал в город Шахты, затем в город Ростов-на-Дону. В 1928 г. становится главным редактором журнала «Революция и горец» (печатного органа Северо-Кавказского комитета ВКП(б) и Краевого исполнительного комитета крайкома и облисполкома). В журнале в период 1928—1933 гг. публикуются его многочисленные статьи, посвященные проблемам народного образования и просвещения, экономического развития, национальному вопросу и т. д. В период коллективизации, по заданию партии неоднократно посещал с агитационно-пропагандистскими целями охваченные антиколхозными волнениями регионы Северного Кавказа. В 1934 году получает направление для продолжения учебы в Институт красной профессуры в Москве. В 1936 г. также занимает должность инструктора-методиста в заочном юридическом институте Наркомюста СССР. 1 ноября 1937 г. — арестован. Был обвинен в участии в контрреволюционной карачаевской буржуазно-националистической, диверсионно-вредительской организации с целью свержения советской власти и в шпионаже в пользу Великобритании. По постановлению Особого совещания НКВД СССР от 1940 г. был приговорен к восьми годам заключения в исправительно-трудовом лагере.

## Оккупация и последние годы
В 1942 году, в преддверии оккупации Карачаевской автономной области немецкими войсками появляется на её территории, озвучив версию о своем побеге из мест заключения во время налета германской авиации. В период германской оккупации региона работал в пронемецком Карачаевском национальном комитете. После начала отступления вермахта с частью местных коллаборационистов покинул Карачай вместе с семьей. Находился на территории Украины, Белоруссии, Германии, Италии. 
В Берлине в 1944 — начале 1945 годов работал над книгой, посвященной сталинским репрессиям и пыткам заключенных. Весной 1945 г. вместе с другими коллаборационистами оказался в Австрии на реке Драва. Был выдан представителями британского командования советским властям. В СССР был осужден и приговорен к высшей мере наказания.